# Somerset (Massachusetts)
Somerset é uma vila localizada no condado de Bristol no estado estadounidense de Massachusetts. No Censo de 2010 tinha uma população de 18.165 habitantes e uma densidade populacional de 589,67 pessoas por km².

## Geografia
Somerset encontra-se localizado nas coordenadas 41° 44′ 19″ N, 71° 09′ 54″ O. Segundo o Departamento do Censo dos Estados Unidos, Somerset tem uma superfície total de 30,81 km², da qual 20,46 km² correspondem a terra firme e (33,58%) 10,34 km² são água.

## Demografia
Segundo o censo de 2010, tinha 18.165 pessoas residindo em Somerset. A densidade populacional era de 589,67 hab./km². Dos 18.165 habitantes, Somerset estava composto pelo 97,44% brancos, o 0,37% eram afroamericanos, o 0,11% eram amerindios, o 0,81% eram asiáticos, o 0,01% eram insulares do Pacífico, o 0,3% eram de outras raças e o 0,96% pertenciam a duas ou mais raças. Do total da população o 1,05% eram hispanos ou latinos de qualquer raça.